# Premio literario Dong-in
El premio literario Dong-in es un premio literario de Corea del Sur que lleva el nombre del novelista Kim Dong-in, y fue creado para alabar el éxito en la literatura en la República de Corea. En conmemoración del pionero de la literatura moderna coreana, Kim Dong-in, este premio se da cada año a los novelistas que han publicado obras cortas y medianas en las principales publicaciones de literatura coreanas para promover la creatividad de los novelistas nacionales.
El premio se creó en 1955 y actualmente lo lleva el periódico Chosun Ilbo. Estos son los ganadores desde el año 1956:

## Ganadores
| Año  | Autor (hangeul) | Autor (romanizado) | Título (hangeul)                     | Título (español)                                           |
| ---- | --------------- | ------------------ | ------------------------------------ | ---------------------------------------------------------- |
| 1956 | 김성한          | Kim Seonghan       | 바비도                               | Babido                                                     |
| 1957 | 선우휘          | Seonu Hwi          | 불꽃                                 | Llama                                                      |
| 1958 | 오상원          | O Sangwon          | 모반                                 | Traición                                                   |
| 1959 | 손창섭          | Son Changseop      | 잉여인간                             | Hombre sobrante                                            |
| 1960 | 이범선          | Yi Beomseon        | 오발탄                               | Bala extraviada                                            |
| 1960 | 서기원          | Seo Giwon          | 이 성숙한 밤의 포옹                  | Abrazo a esta noche madura                                 |
| 1961 | 남정현          | Nam Jeonghyeon     | 너는 뭐냐                            | Qué eres tú                                                |
| 1962 | 이호철          | Yi Hocheol         | 닳아지는 살들                        | Montaña erosionada                                         |
| 1962 | 전광용          | Jeon Gwangyong     | 꺼삐딴 리                            | Capitán Lee                                                |
| 1964 | 송병수          | Song Byeongsu      | 잔해 (3)                             | Escombros 3                                                |
| 1965 | 김승옥          | Kim Seungok        | 서울 1964년 겨울                     | Seúl, invierno de 1964                                     |
| 1966 | 최인훈          | Choe Inhun         | 웃음소리                             | Risa                                                       |
| 1967 | 이청준          | Yi Cheongjun       | 병신과 머저리                        | El pesado y el loco                                        |
| 1979 | 조세희          | Jo Sehui           | 난장이가 쏘아올린 작은 공            | Enano que juega con una bola pequeña                       |
| 1980 | 전상국          | Jeon Sangguk       | 우리들의 날개                        | Nuestra ala                                                |
| 1982 | 오정희          | O Jeonghui         | 동경                                 | Espejo de bronce                                           |
| 1982 | 이문열          | Yi Munyeol         | 금시조                               | Ala de oro                                                 |
| 1984 | 김원일          | Kim Wonil          | 환멸을 찾아서                        | En búsqueda de la desilusión                               |
| 1985 | 정소성          | Jeong Soseong      | 아테네 가는 배                       | Barco a Atenas                                             |
| 1987 | 유재용          | Yu Jaeyong         | 어제 울린 총소리                     | El sonido del tiroteo de ayer                              |
| 1988 | 박영한          | Pak Yeonghan       | 지옥에서 보낸 한철                   | Una estación en el infierno                                |
| 1989 | 김문수          | Kim Munsu          | 만취당기                             | Registro del partido Manchi                                |
| 1990 | 김향숙          | Kim Hyangsuk       | 안개의 덫                            | Trampa en la niebla                                        |
| 1991 | 김원우          | Kim Wonu           | 방황하는 내국인                      | Nativo errante                                             |
| 1992 | 최윤            | Choe Yun           | 회색 눈사람                          | Muñeco de nieve gris                                       |
| 1993 | 송기원          | Song Giwon         | 아름다운 얼굴                        | Una cara preciosa                                          |
| 1994 | 박완서          | Pak Wanseo         | 나의 가장나종 지니인것               | Mi última posesión                                         |
| 1995 | 정찬            | Jeong Chan         | 슬픔의 노래                          | Canción de la tristeza                                     |
| 1996 | 이순원          | Yi Sunwon          | 수색, 어머니 가슴속으로 흐르는 무늬  | Una búsqueda, el estampado de flores en el corazón de mamá |
| 1997 | 신경숙          | Sin Gyeongsuk      | 그는 언제 오는가                     | ¿Cuándo viene?                                             |
| 1998 | 이윤기          | Yi Yungi           | 숨은 그림 찾기1                      | Buscando la foto escondida 1                               |
| 1999 | 하성란          | Ha Seongnan        | 곰팡이꽃                             | Flor de moho                                               |
| 2000 | 이문구          | Yi Mungu           | 내 몸은 너무 오래 서 있거나 걸어왔다 | Mi cuerpo estuvo quieto mucho tiempo, anduvo mucho tiempo  |
| 2001 | 김훈            | Kim Hun            | 칼의 노래                            | Oda a la espada                                            |
| 2002 | 성석제          | Seong Sukje        | 황만근은이렇게말했다                 | Así habló Hwang Man Keun                                   |
| 2003 | 김연수          | Kim Yeonsu         | 내가 아직 아이였을 때                | Cuando todavía era un niño                                 |
| 2004 | 김영하          | Kim Yeongha        | 검은꽃                               | Flor oscura                                                |
| 2005 | 권지예          | Gwon Jiye          | 꽃게무덤                             | Colina del cangrejo azul                                   |
| 2006 | 이혜경          | Yi Hyegyeong       | 틈새                                 | Hueco                                                      |
| 2007 | 은희경          | Eun Huigyeong      | 아름다움이 나를 멸시한다             | La belleza me desprecia                                    |
| 2008 | 조경란          | Jo Gyeongnan       | 풍선을 샀어                          | Compré un globo                                            |
| 2009 | 김경욱          | Kim Gyeonguk       | 위험한 독서                          | Lectura peligrosa                                          |
| 2010 | 김인숙          | Kim Insuk          | 안녕, 엘레나                         | Adiós, Elena                                               |
| 2011 | 편혜영          | Pyeon Hyeyeong     | 저녁의 구애                          | El cortejo en la noche                                     |
| 2012 | 정영문          | Jeong Yeongmun     | 어떤 작위의 세계                     | Un mundo de artificialidad                                 |
| 2013 | 이승우          | Yi Seungu          | 지상의 노래                          | Canción de la Tierra                                       |